# 老古文化
老古文化事業股份有限公司，簡稱老古文化，舊名老古出版社，是一間以出版中華文化與佛教研究出版品為主的出版社，1977年由古國治在台灣台北市創立，最著名的出版品是南懷瑾寫作的系列書籍。

## 歷史

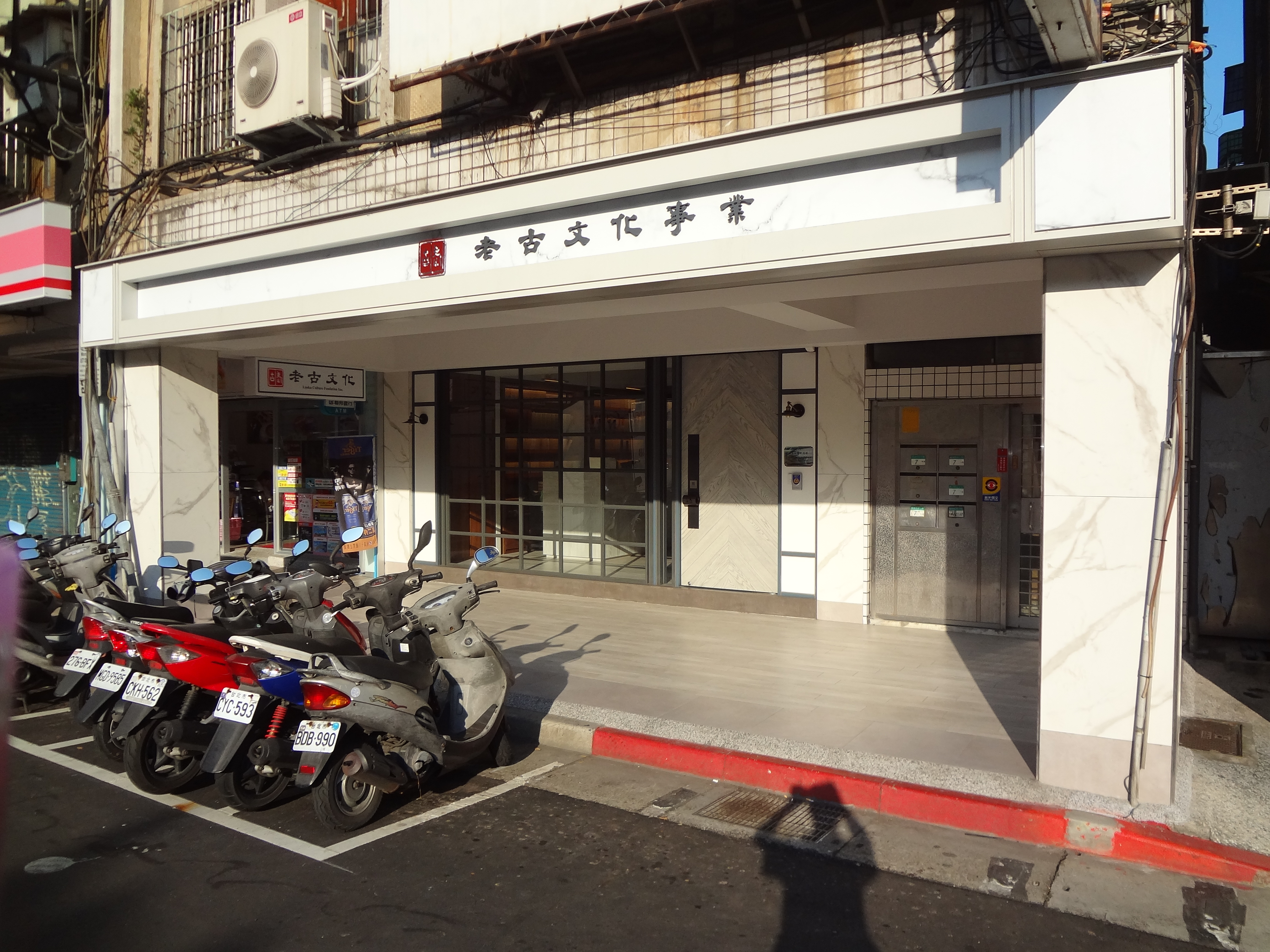
老古文化總部

南懷瑾在台灣講學，成立東西文化精華協會，相關文章多發表於《人文社會》雜誌。因為當時行政院新聞局限制雜誌社不得印行書籍，南懷瑾的弟子古國治在1977年成立老古文化，以協助南懷瑾出版他的著作；南懷瑾於是以古國治的姓氏作為命名。
2003年2月27日，南懷瑾簽署捐贈書，將其所有語文著作之著作財產權贈與老古文化。2016年12月3日，老古文化總部及門市部從臺北市中正區信義路一段5號1樓搬遷至臺北市大安區杭州南路二段7號1樓。
前老古文化总编辑刘雨虹，追随南怀瑾三十年，著有《南懷瑾先生側记》。
2018年9月28日，上海市高级人民法院民事判决书「（2017）沪民终233号」确认，南怀瑾著作在中国大陆之许可使用权专属老古文化，老古文化得自行或再许可第三人使用。2018年9月30日，老古文化与复旦大学出版社共同声明，老古文化授权复旦大学出版社在中国大陆出版南怀瑾著作。

## 外部連結
- 老古文化 （页面存档备份，存于）